# Вирув (Великопольське воєводство)
Вирув (пол. Wyrów) — село в Польщі, у гміні Ставішин Каліського повіту Великопольського воєводства.
Населення — 244 особи (2011).
У 1975-1998 роках село належало до Каліського воєводства.

## Демографія
Демографічна структура станом на 31 березня 2011 року:
|          | Загалом | Допрацездатний вік | Працездатний вік | Постпрацездатний вік |
| -------- | ------- | ------------------ | ---------------- | -------------------- |
| Чоловіки | 115     | 24                 | 75               | 16                   |
| Жінки    | 129     | 32                 | 68               | 29                   |
| Разом    | 244     | 56                 | 143              | 45                   |